# دير مار سابا

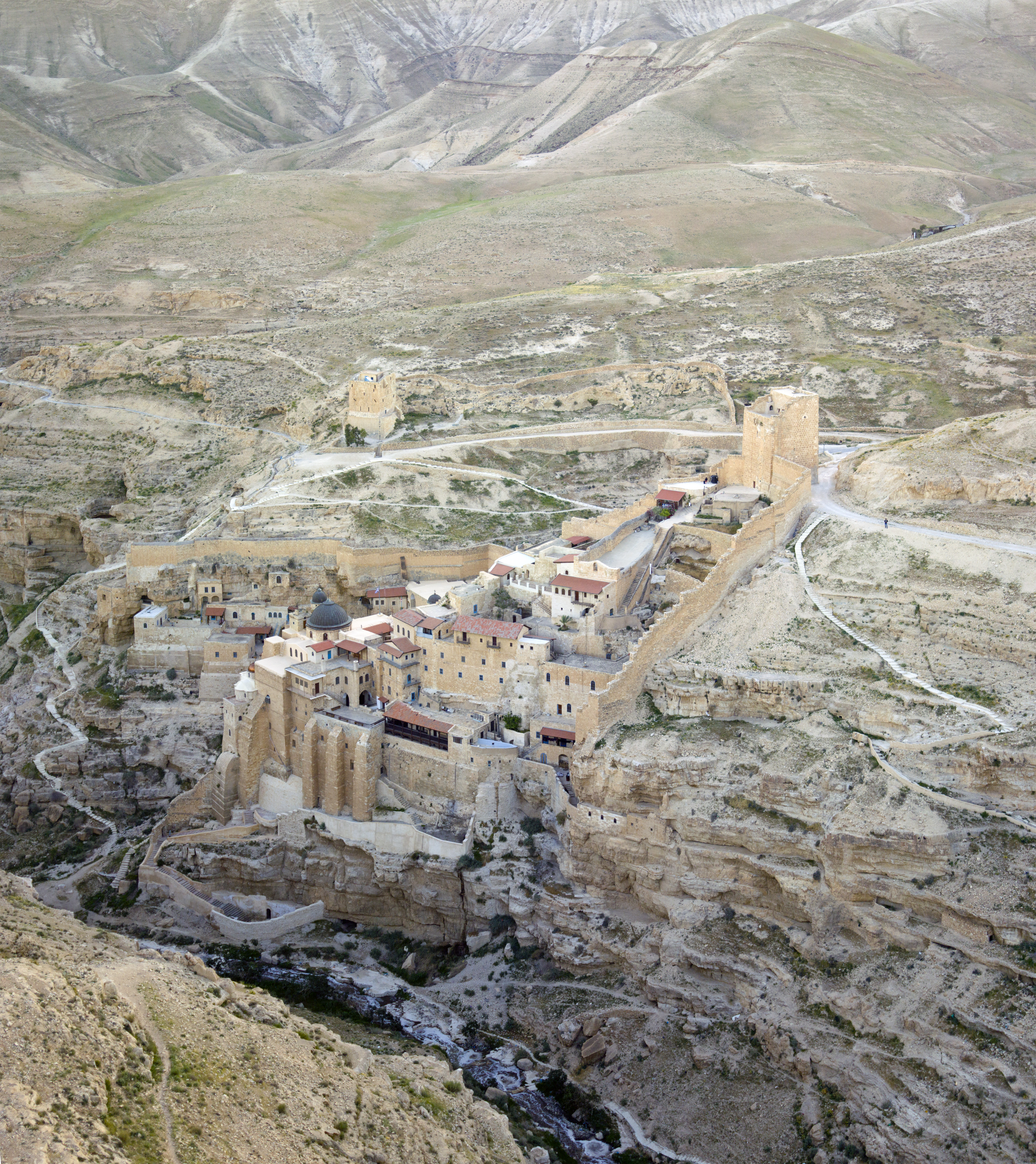
دير مار سابا، يطل على وادي قدرون بالضفة الغربية.

دير مار سابا (باليونانية: Λαύρα Σάββα τοῦ Ἡγιασμένου) هو دير للروم الأرثوذكس يطل على وادي الجوز (القدرون) في بلدة العبيدية (عرب ابن عبيد) شرقي بيت لحم في فلسطين. تم بناؤه بين عامي (478 - 484)، على يد الراهب سابا بمشاركة 5000 راهب، وهو بهذا يُعتبر واحد من أقدم الأديرة المأهولة في العالم.

## التاريخ
تم تأسيس الدير في الفترة البيزنطية عام 483 على الشرق من وادي قدرون، واجتمع حينها أول سبعين ناسكًا حول محبسة القديس سابا، وفي وقت لاحق، انتقلت اللاورا إلى الجانب الغربي المقابل من الوادي، وتم بناء كنيسة ثيوكتيستوس عام 486 وكُرست عام 491 وأعيد تكريسها اليوم للقديس نيكولاس. في عام 502، تم بناء كنيسة والدة الإله لتكون بمثابة الكنيسة الرئيسية للدير. أصبحت تيبيكون سابا، وهي تمثل مجموعة القواعد المطبقة في اللاورا العظيمة التي سجلها القديس، والتي أصبحت في النهاية النموذج العالمي للحياة الرهبانية والنظام الليتورجي المعروف باسم الطقوس البيزنطية.
وفي الفترة الإسلامية المبكرة، حدث هجوم عربي على الدير عام 797، مما أدى إلى مذبحة عشرين راهبًا، بين أواخر القرن الثامن إلى القرن العاشر. كان الدير مركزًا رئيسيًا لترجمة الأعمال اليونانية إلى اللغة العربية. على سبيل المثال، ترجم ينا بن اسطفان الفاخوري أعمال ليونتيوس الدمشقي وبارسانوفيوس الغزي. كان دير مار سابا موطن الراهب والكاتب الجورجي الشهير يوان زوسيم ، الذي انتقل قبل عام 973 إلى دير القديسة كاترين حاملاً معه العديد من المخطوطات الرقيّة.عانى المجتمع أيضًا من اضطهاد الخليفة الحاكم في عام 1009 وكذلك الغارات التركمانية في القرن الحادي عشر، لكنه شهد فترات عرضية من السلام كما يمكن رؤيته من خلال الأنشطة الكتابية والفنية المستمرة.
في أواخر العصور الوسطى، شهد الدير مثل غيره من الأديرة الفلسطينية فترة من التراجع نتيجة للاضطهاد المملوكي، والموت الأسود، والتدهور الديموغرافي والاقتصادي وتوسع القبائل البدوية. وبينما قدر الراهب الروسي زوسيموس في عام 1420 عدد السكان بنحو 30 نسمة، سجل الرحالة الألماني فيليكس فابري في أوائل ثمانينيات القرن الخامس عشر ستة فقط كانوا يعيشون مع مجموعة من العرب الرحل. وبعد ذلك، هُجِر الدير ويبدو أن الرهبان المتبقين انتقلوا إلى دير القديسة كاترين. وفي عام 1504 اشترى المجتمع الرهباني الصربي في فلسطين، المتمركز في دير القديس ميخائيل رئيس الملائكة في القرن الرابع عشر دير مار سابا. سيطر الصرب على الدير حتى أواخر ثلاثينيات القرن السابع عشر، وقد سمح الدعم المالي الكبير الذي تلقاه الدير من قيصر روسيا لهم بالتمكن من إدارة الدير بشكل شبه مستقل عن بطريرك القدس، المشرف الاسمي على الدير مما أثار انزعاج البطريركية. سمحت سيطرة الصرب على دير مار سابا لهم بلعب دور مهم في سياسات الكنيسة الأرثوذكسية في القدس، وغالبًا ما انحازوا إلى العلمانيين والكهنة العرب ضد اليونانيين الذين سيطروا على الأسقفية. انتهت السيطرة الصربية على الدير في نهاية المطاف في القرن السابع عشر عندما وقع الدير في ديون ضخمة بسبب الجمع المتزامن بين برنامج بناء ضخم في الدير وقطع الدعم المالي من روسيا بسبب اندلاع زمن الاضطرابات. أُجبر الصرب على بيع الدير إلى بطريرك القدس من أجل سداد ديونه.
بُني الدير بطريقة هندسية جزءاً فوق جزء، على سفح أحد الجبال المتصلة بالسلسلة الجبلية الممتدة في جنوب الضفة الغربية. ويكاد يكون البناء منحوتاً في بطن هذه الجبال. يذهب كثيرون إلى هناك من أجل المشاهدة والتنزه، وليس فقط للصلاة بالنسبة للمسيحيين. وقد توفي الراهب سابا في 532، وبعد سنوات حمل الصليبيون جثمانه إلى الغرب ثم أعادوه إلى مكانه. وتم حفظ رفاته بعد تحنيطها في صندوق زجاجي. ولا يزال الدير يحتفظ بالعديد من تقاليده العريقة، من أهمها فرض قيود على دخول النساء إلى المجمع الرئيسي. ويُعتبر «برج المرأة» (أو ديرالبنات)المبنى الوحيد الذي يمكن للمرأة أن تدخله، ويقع بالقرب من المدخل الرئيسي. وقد تعرض الدير للتدمير على يد الفرس بعد أن احتلوا فلسطين، وقد كان موطناً للقديس يوحنا الدمشقي (676-749)، وهو شخصية دينية رئيسية أثارت الجدل في وقته.يقيم في هذا الدير حالياً خمسة عشر راهباً يونانياً يقومون على خدمته ويعتزلون كافة مظاهر الحياة المدنية من كهرباء وهواتف وغيرها ويستخدمون الوسائل البدائية لتسيير أمورهم.

## الآثار والعمارة
يضم الدير رفات القديس سابا، والتي استولى عليها الصليبيون اللاتينيون في القرن الثاني عشر وبقيت في إيطاليا حتى أعادها البابا بولس السادس إلى الدير عام 1965 كبادرة توبة وحسن نية تجاه المسيحيين الأرثوذكس. يُزعم أن مورتون سميث وجد في كنيسة مار سابا نسخة من رسالة منسوبة إلى إكليمندس الإسكندري تحتوي على مقتطفات من ما يسمى إنجيل مرقس السري وكانت موطنًا لمخطوطة أرخميدس المخطوطة لعدة قرون.
تنسجم عمارة الدير بالطبيعة التي حوله ويتداخل فيها، حيث يشكل مجمع ضخم يشبه القلعة، مبني من الحجارة بطريقة تتناسب مع الانحدار الموجود على حافة الوادي.  واجهة الدير الشرقية تظهر طبقات عدة تتلو بعضها البعض، تم بناؤها بشكل متدرج ويعلوها قباب وأسقف جملونية أو مسطحة. ترتكز جوانب الدير على دعامات ضخمة تم تثبيتها على الصخر، وتميل إلى الداخل لإضفاء القوة والمتانة للمبنى، والتقليل من آثار الزلازل أو التصدعات، وذلك له علاقة بالخبرة التي اكتسبها مصمموا المبنى عبر العصور، تميزت الشبابيك في بنايات الدير بالحجم الصغير، وتمت إضلفة المصاطب والشرفات والساحات وبعض الأدراج لتسهيل الحركة في أقسام الدير. ويوجد في الدير مغارة منحوتة في الصخر الطبيعي في الجبل، عاش فيها القديس سابا 50 عام، وتم بناء قبر له في ساحة الدير الرئيسية يعلوه مبنى مثمن وله قبة، وفي أسفل الساحة توجد مقبرة للرهبان.
يحتوي الدير أيضاً على كنيسة الدير الاولى وهي مكرسّة للقديس نيقولاوس، والتي تم بناؤها عام ٤٩١، ويوجد بداخلها رفات مقدّسة وكنيسة صغيرة للآباء الذين استشهدو على يد الفرس والبرابرة. تم الكشف عن هذه الكنيسة عندما كان القديس سابا يعيش مع تلاميذه داخل الكهوف، على الجانب الآخر للممر الصخري، وكان القديس سابا يبحث عن مكان مناسب يستطيع أن يبني عليه كنيسة، فوجدعامود نور ينتصب أمامه من الأرض إلى السماء، واعتبرذلك أنها إشارة إلهية، ووجد في المكان مغارة واسعة عجيبة لها شكل كنيسة بتفاصيلها ولها حَنِيَّة في الجهة الشرقية. ومن المعالم المهمة الموجودة في الدير مصلى يوحنا الدمشقي. وفي الساحة الواقعة قبر سابا وكنيسة البشارة يوجد سرداب يصل إلى مقبرة تحت الدير توضع فيها الجثث على حجارة كبيرة دون دفن حتى تتحلل ويبقى منها العظام فقط ويتم الاحتفاظ بها في غرف خاصة.

## معرض صور

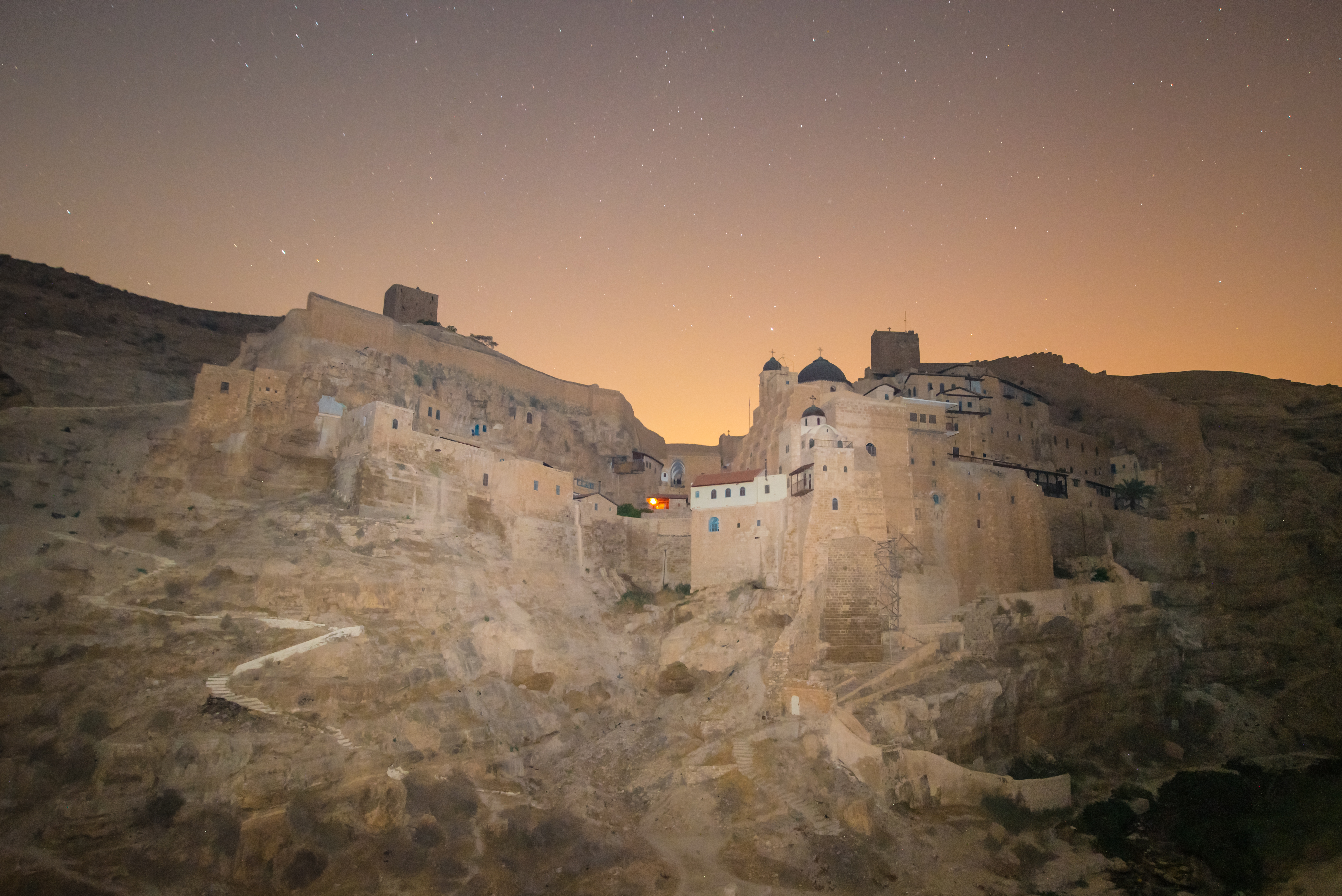
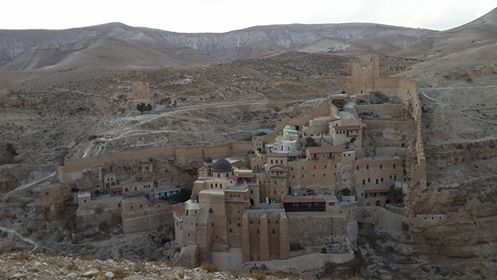
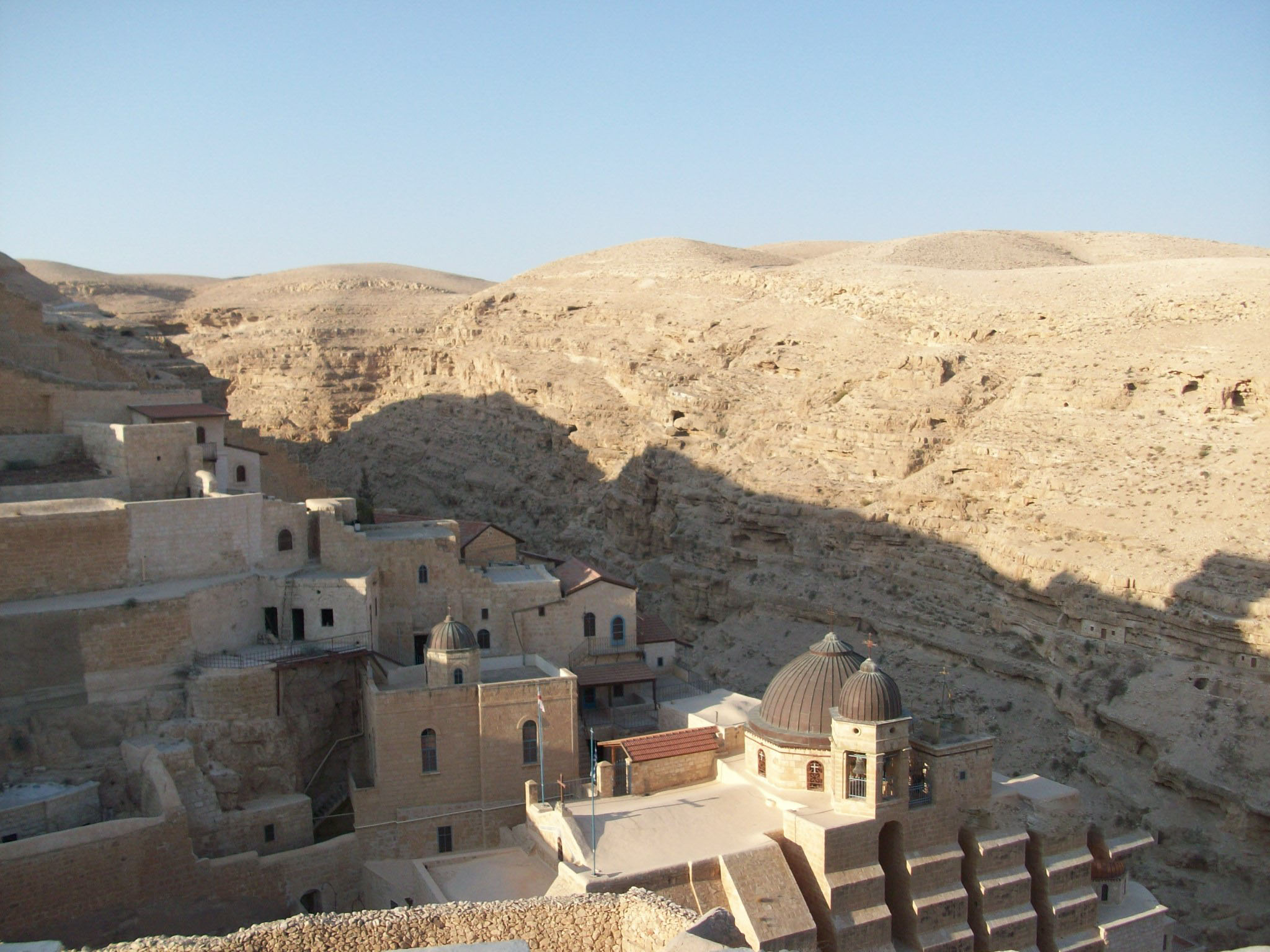
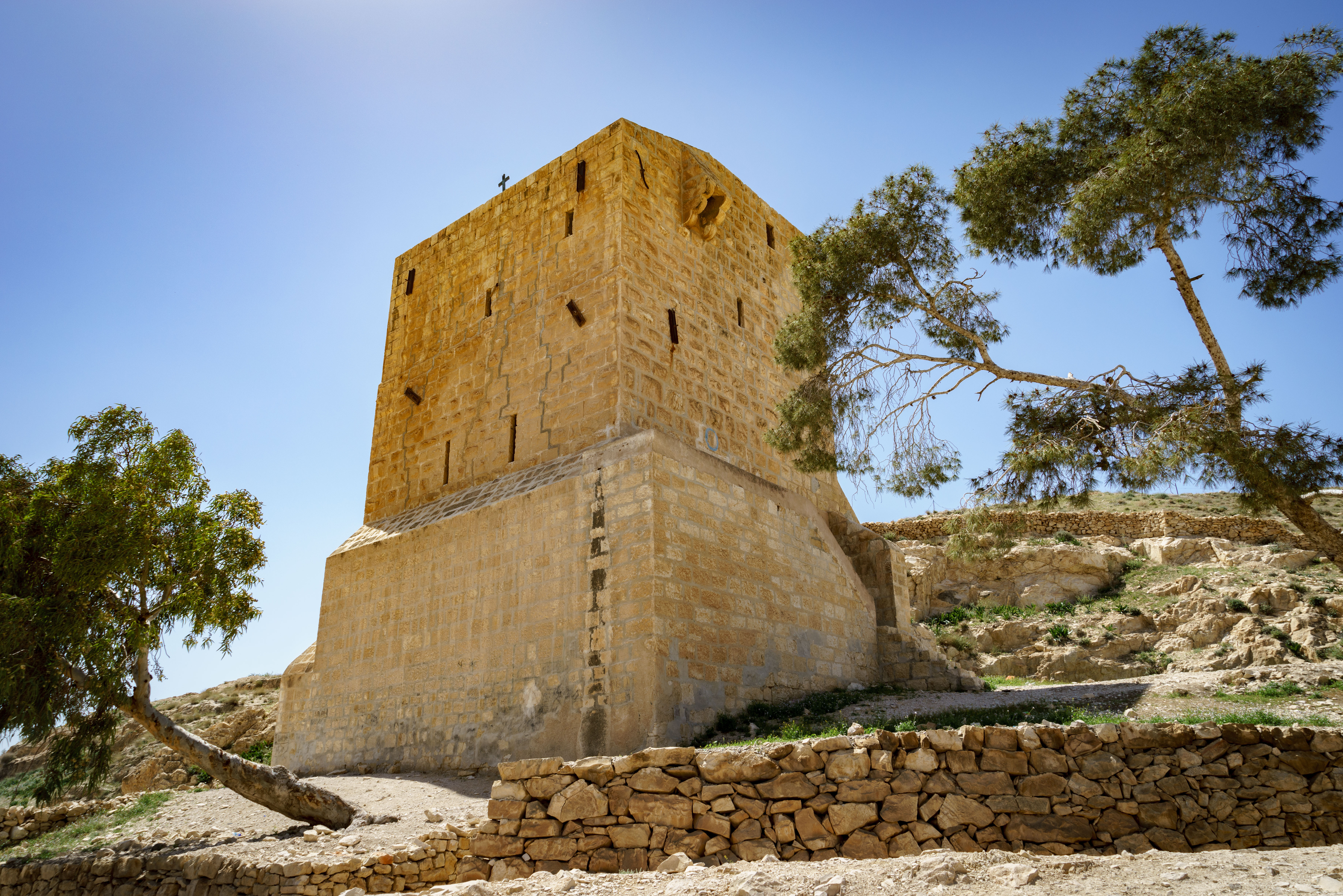
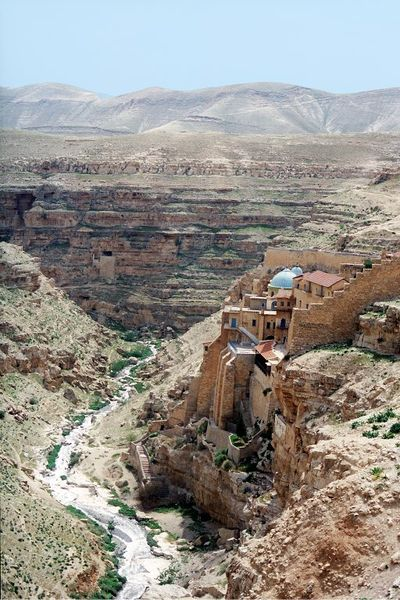
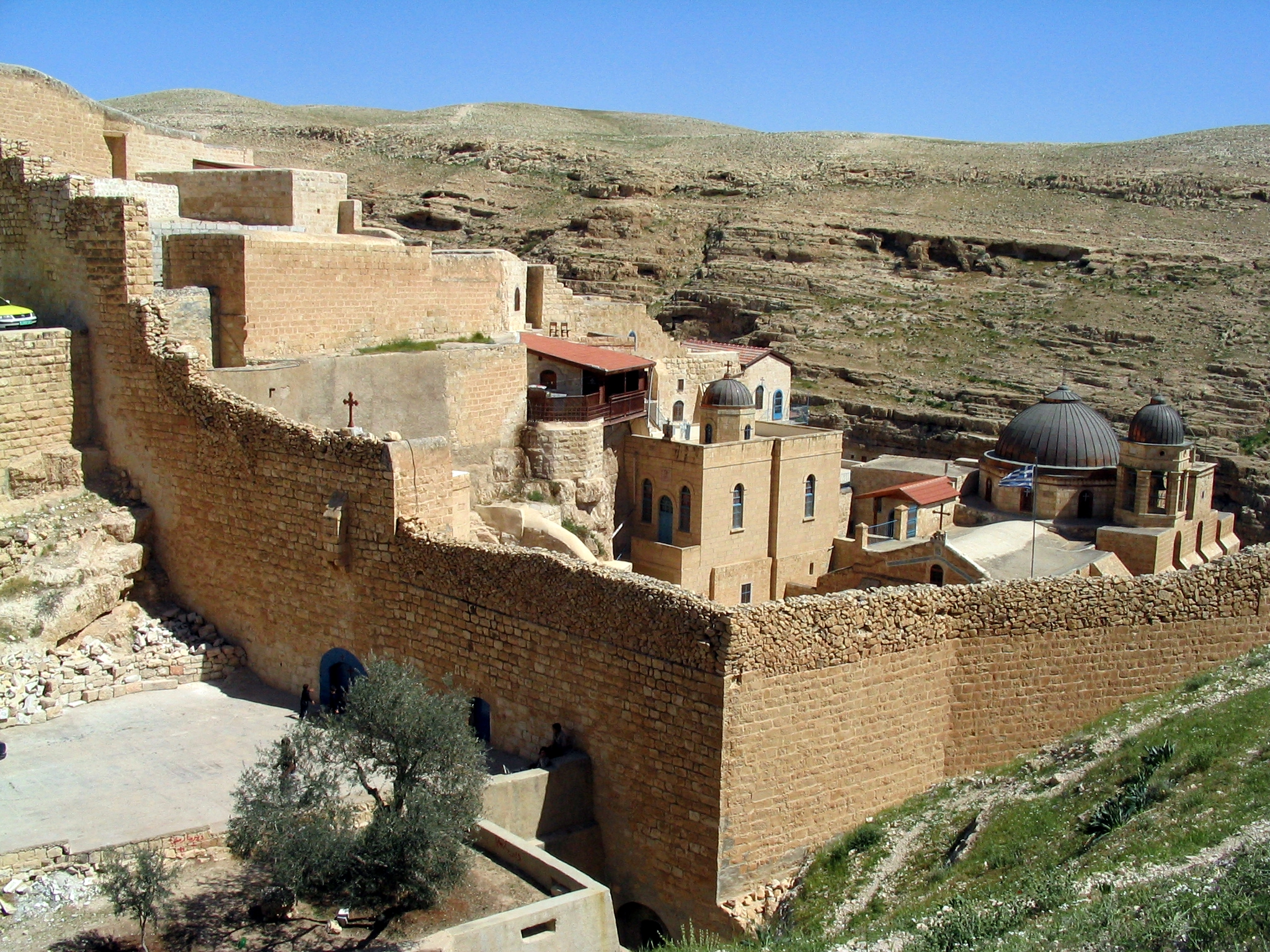
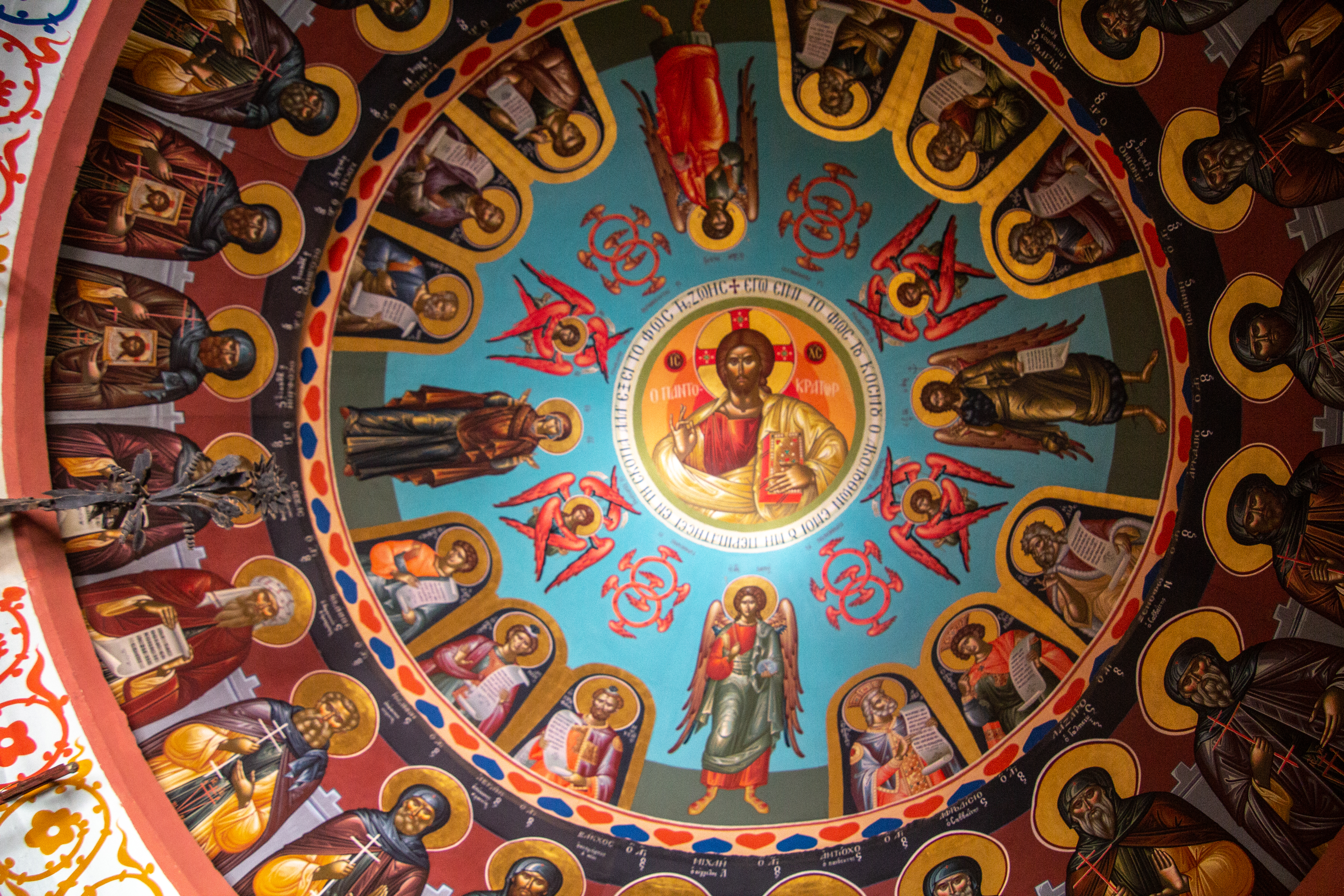
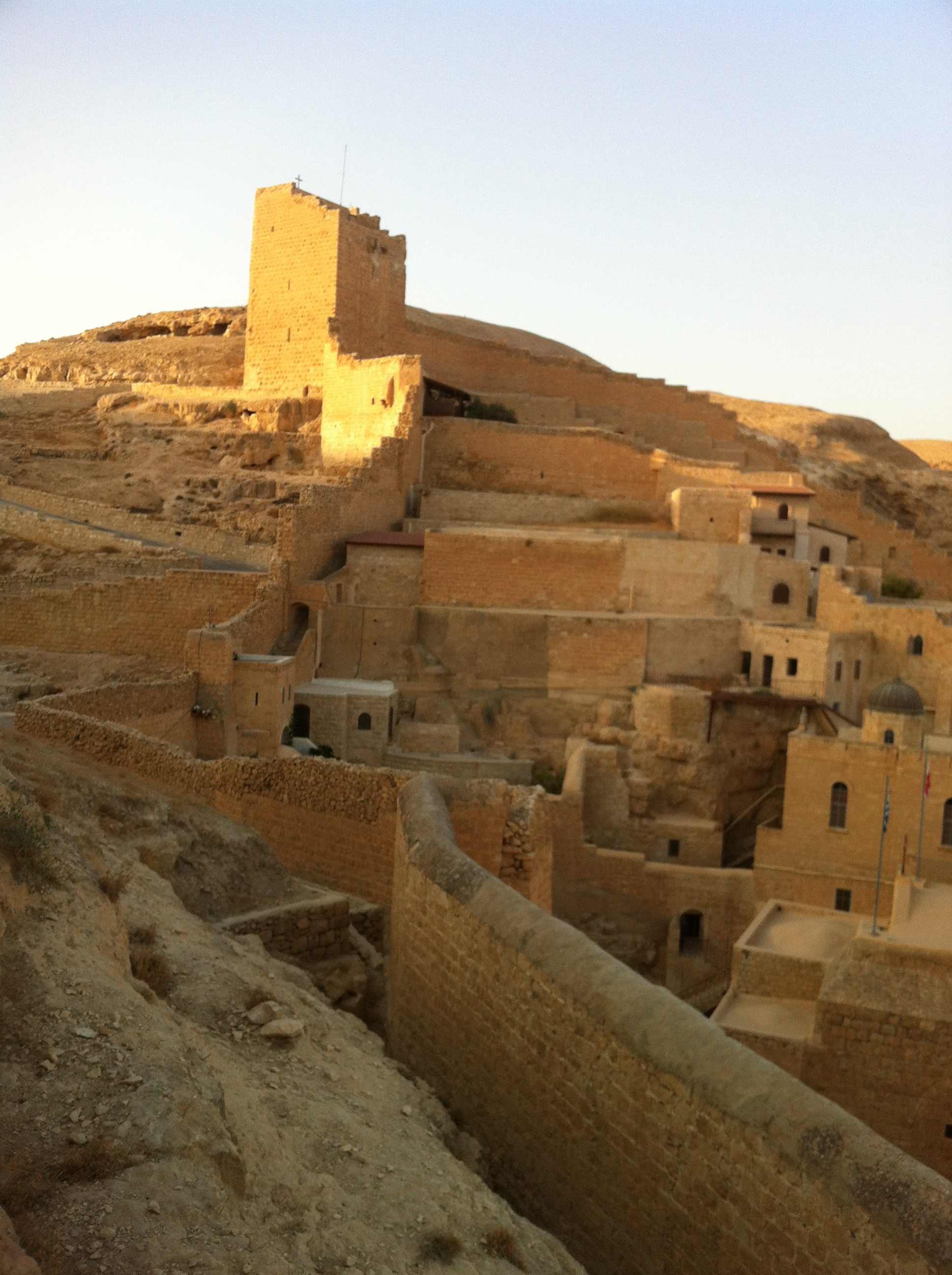
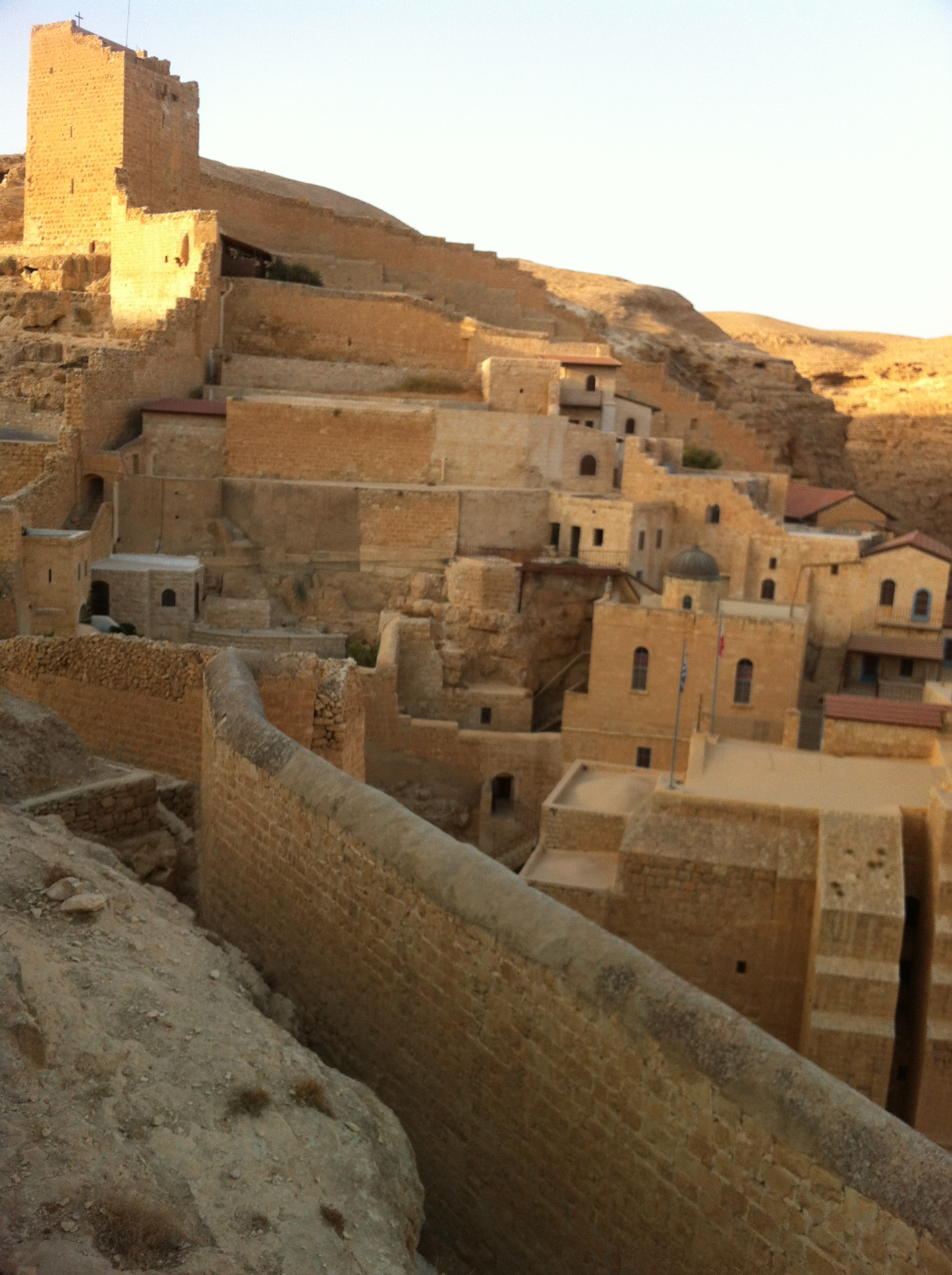
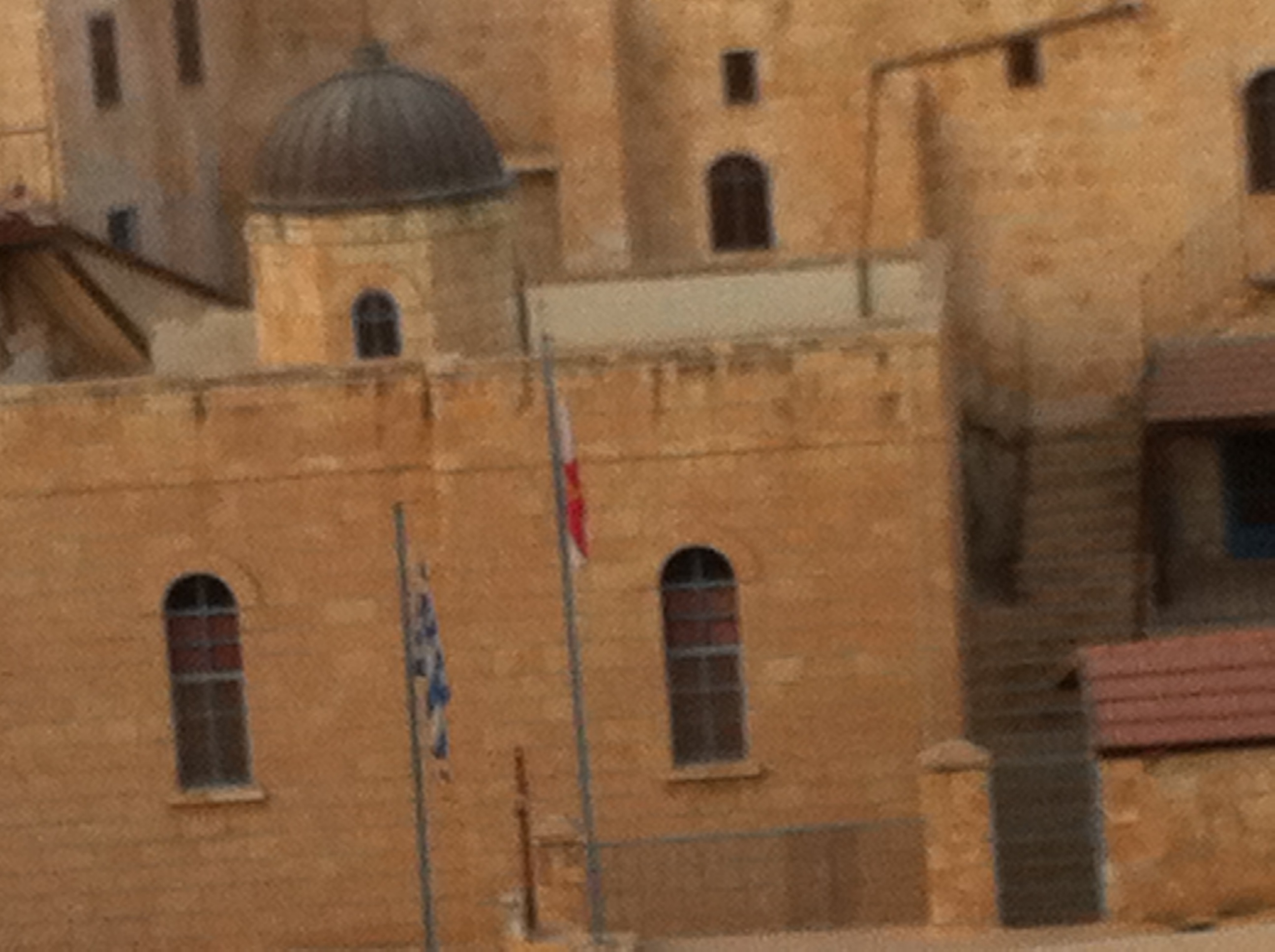
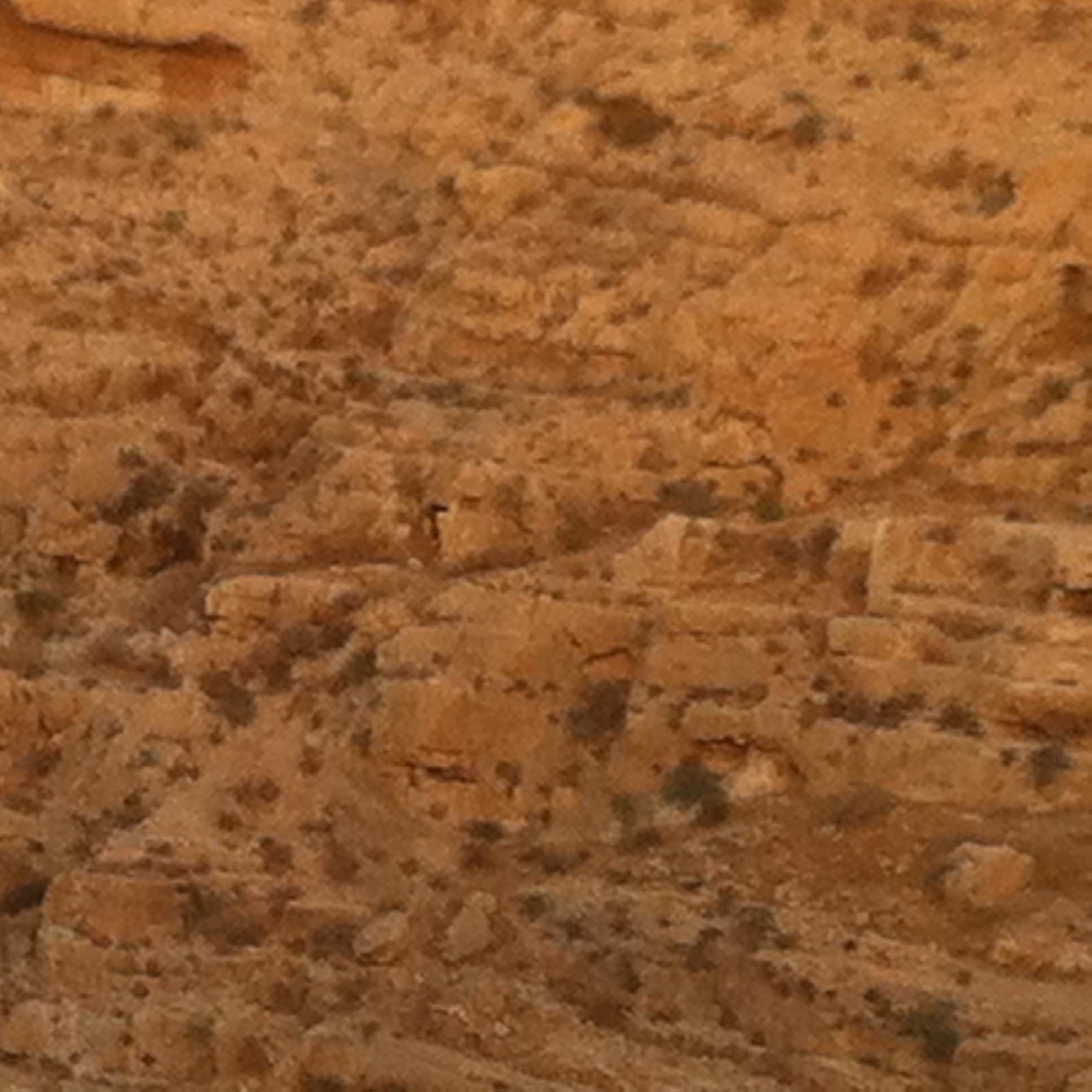
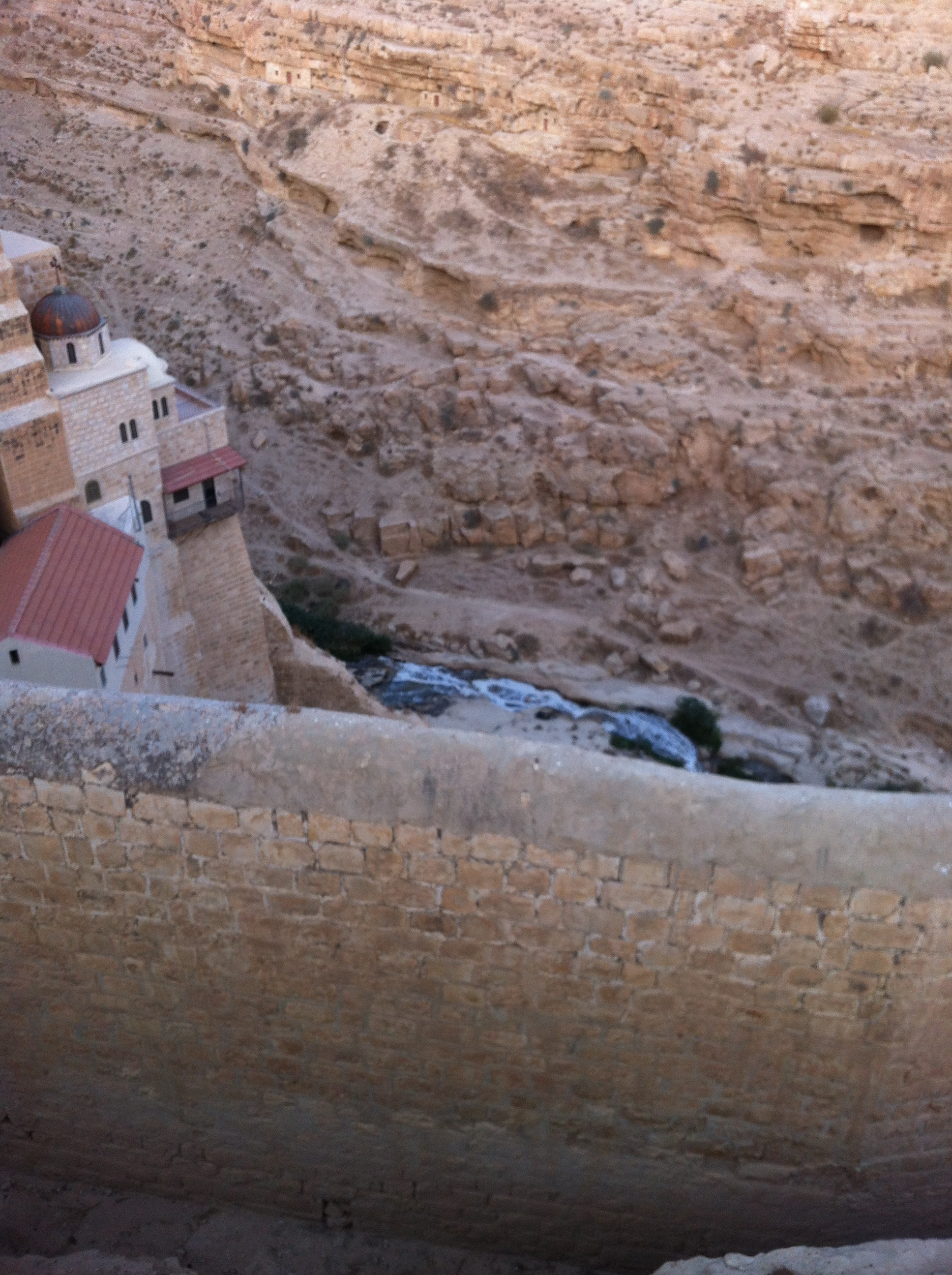
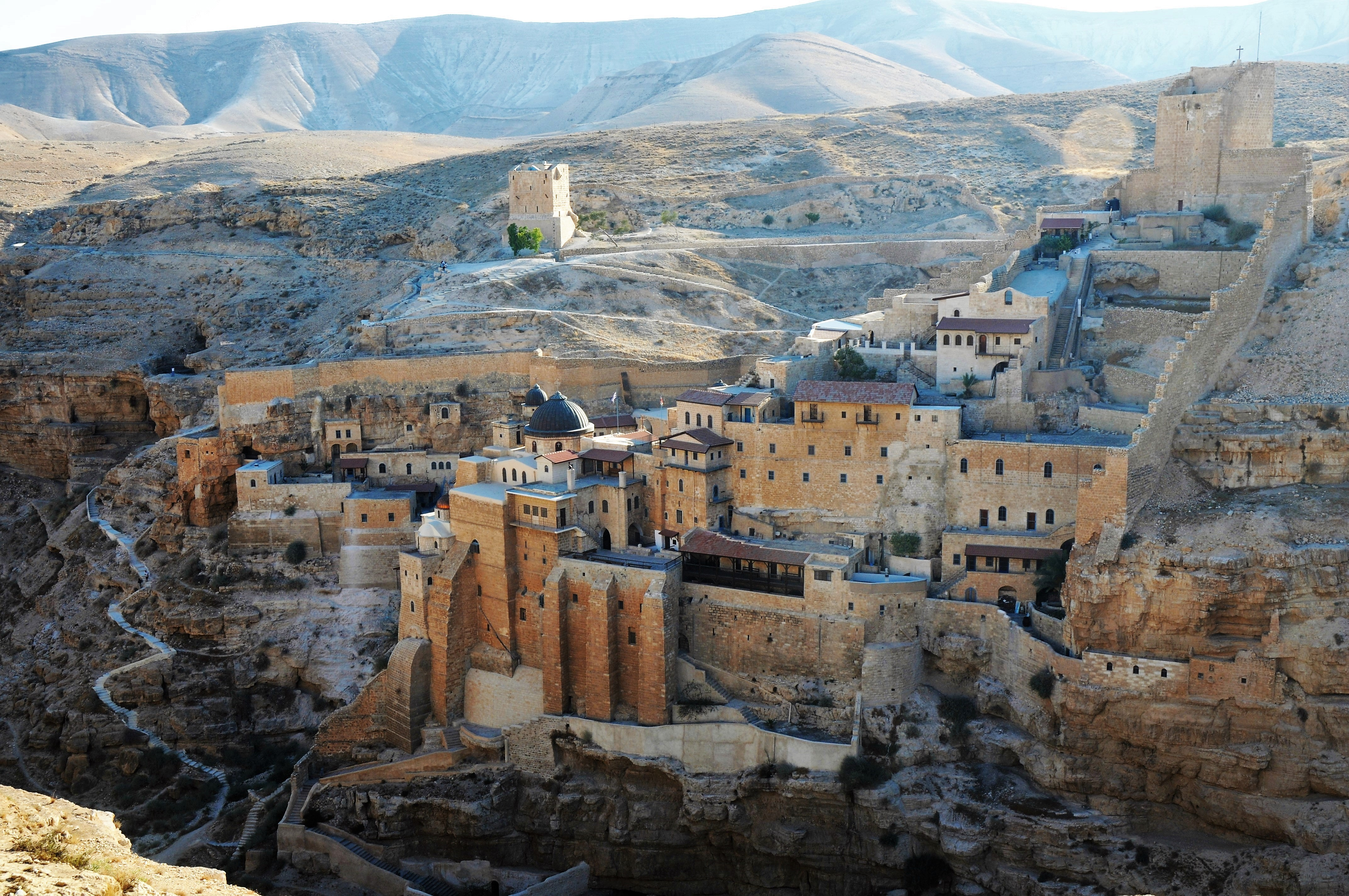

## وصلات خارجية
- دير مار سابا | شبكة الأخبار الفلسطينية PNN